# Septoria martiniana
Septoria martiniana är en svampart som beskrevs av Sacc. 1892. Septoria martiniana ingår i släktet Septoria och familjen Mycosphaerellaceae.   Inga underarter finns listade i Catalogue of Life.